# Leopoldine Blahetka
Maria Leopoldine Blahetka (Guntramsdorf, 16 novembre 1809 – Boulogne-sur-Mer, 17 gennaio 1885) è stata una pianista e compositrice austriaca.

## Biografia
Leopoldine Blahetka nacque a Guntramsdorf, vicino a Vienna, figlia di George e Barbara Joseph Blahetka Sophia, nata Traeg. Suo padre era un insegnante di storia e matematica e sua madre un'insegnante e fisarmonicista. Suo nonno materno era il compositore viennese Andreas Traeg.
La famiglia si trasferì a Vienna e George Blahetka iniziò a lavorare con la casa editrice musicale Traeg. Leopoldine prese lezioni di pianoforte dalla madre e fece il suo esordio come pianista nel 1818. In seguito studiò con Joseph Czerny, Hieronymus Payer, Eduard Freiherr von Lannoy, Joachim Hoffmann, Catherina Cibbini-Kozeluch, Friedrich Kalkbrenner, Ignaz Moscheles e successivamente composizione con Simon Sechter.
Nel 1821 Blahetka iniziò a girare l'Europa, accompagnata dalla madre, proseguendo il tour per circa vent'anni. Intorno al 1830 la famiglia si trasferì a Boulogne-sur-Mer, in Francia, alla ricerca di un clima migliore. Blahetka morì a Boulogne-sur-Mer.

## Opere
(elenco parziale)
- Opera 9, Grande polonaise concertante pour le piano forte et violoncello
- Opera 13, Variations sur un thème favorite
- Opera 14, Variazioni brillanti
- Opera 15, Sonate per violino
- Opera 16, nr. 1, 6 Deutsche Lieder: Die Nebelbilder
- Opera 16, nr. 2, 6 Deutsche Lieder: Der Getröstete
- Opera 16, nr. 3, 6 Deutsche Lieder: Die Totenklage
- Opera 16, nr. 4, 6 Deutsche Lieder: Die fernen Berge
- Opera 16, nr. 5, 6 Deutsche Lieder: Sehnsucht
- Opera 16, nr. 6, 6 Deutsche Lieder: Matrosenlied
- Opera 18, Variations brillantes sur un thème hongrois
- Opera 19, Polonaise D-Dur
- Opera 20, Variations brillantes sur le Siège de Corinthe
- Opera 25, Konzertstück per pianoforte e quartetto d'archi o orchestra (opzionale)[5]
- Opera 26, Six Valses avec Trio et Coda
- Opera 26a, Variationen über ein Thema aus der Oper 'Die Stumme' von Portici
- Opera 27, Variations sur un thème tyrolien
- Opera 28, Variations sur la chanson nationale autrichienne Gott erhalte Franz den Kaiser
- Opera 29, Variations sur un thème de Gallenberg
- Opera 32, Rastlose Liebe[6]
- Opera 39, Introduzione e Variazioni per flauto e pianoforte
- Opera 43, Quartetto per pianoforte[7]
- Opera 44, 2 ° Quartetto per pianoforte[8]
- Opera 47, Grand Duo (per pianoforte a 4 mani)[9]
- Opera 48, Capriccio per pianoforte[10]